# 格朗方丹 (下莱茵省)
格朗方丹（法語：Grandfontaine，法語發音：[ɡʁɑ̃fɔ̃tɛn]）是法国下莱茵省的一个市镇，属于莫尔塞姆区。

## 地理
格朗方丹（48°29'33"N, 7°9'39"E）面积39.52 平方千米，位于法国大東部大區下莱茵省，该省份为法国大陆部分最东部的省份，是阿尔萨斯的一部分，今与上莱茵省组成了阿尔萨斯欧洲集体，其南至上莱茵省，西南接孚日省和默尔特-摩泽尔省，西接摩泽尔省，北与德国接壤。
与格朗方丹接壤的市镇（或旧市镇、城区）包括：吕维尼、穆塞、普莱讷河畔拉翁、勒索尔西、韦克桑库尔、比永维尔、拉翁莱洛、圣索沃尔、瓦勒和沙蒂永、蒂尔克斯坦-布朗克吕、拉布罗克、希尔梅克、维什。
格朗方丹的时区为UTC+01:00、UTC+02:00（夏令时）。

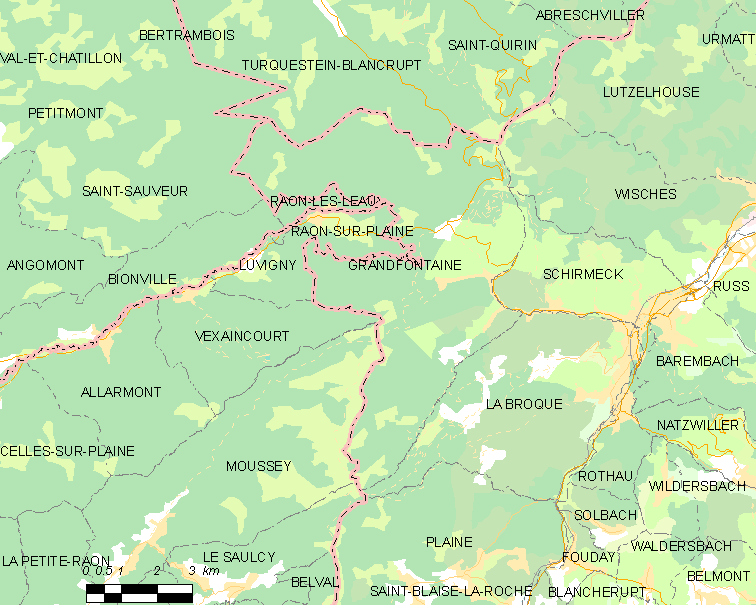
格朗方丹的OSM定位图

## 行政
格朗方丹的邮政编码为67130，INSEE市镇编码为67165。

## 政治
格朗方丹所属的省级选区为米齐格县。

## 人口

1962-2008年间格朗方丹人口变化图示

格朗方丹于2022年1月1日时的人口数量为391人。